# TCG Anadolu (L-400)
TCG Anadolu (L-400) — універсальний десантний корабель (LHD) ВМС Туреччини, який може бути налаштований як легкий авіаносець, перший у світі носій безпілотних літальних апаратів.
Названий на честь півострова Анатолія (тур. Anadolu), який становить більшу частину території Туреччини. Будівельні роботи розпочалися 30 квітня 2016 року на верфі Sedef Shipbuilding Inc. у Стамбулі, закладка відбулася 7 лютого 2018 року, спуск на воду — 4 травня 2019 року, очікувана дата передачі корабля флоту — 2021 рік. Корабель спущений на воду в травні 2019 року, з червня 2022 року тривали випробування; введений в експлуатацію 10 квітня 2023 року.
Призначений для задоволення різних потреб та вимог турецьких збройних сил, таких як велика дальність плавання, бойові дії на великій відстані від баз, операцій з надання гуманітарної допомоги, виконання функцій командного центру та флагмана ВМС Туреччини.
Тендер на проєкт LPD/ LHD для ВМС Туреччини був виграний консорціумом Sedef-Navantia. Корабель використовуватиме таку саму конструкцію, що й іспанський УДК «Juan Carlos I». Всі системи озброєння будуть поставлені турецькими фірмами Aselsan та Havelsan. Корабель буде оснащений турецькою системою управління бойовими діями GENESIS-ADVENT, інтеграцію якої забезпечують компанії Aselsan та Havelsan. Посадку літака за будь-яких погодних умов забезпечує РЛС Leonardo SPN-720.
Navantia забезпечить проєктування, передачу технологій, обладнання та технічну допомогу турецької верфі Sedef Shipyard для проєктування та розробки Anadolu , що класифікується Turkish Lloyd як легкий авіаносець/LHD.
Корабель спроєктований із розрахунком на базування літака F-35B, однак у липні 2019 року Туреччина була виключена із програми F-35 через скандал, пов'язаний з придбанням Туреччиною російської системи ППО С-400.

## Історія

### Конструкція та характеристики

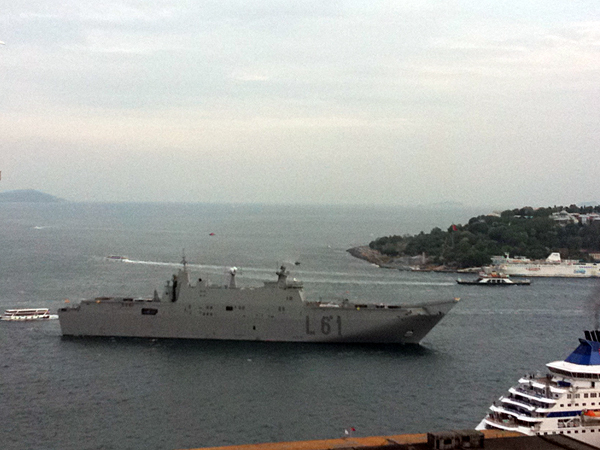
Juan Carlos I у Стамбулі, травень 2011 року

У грудні 2013 турецька програма LPD/LHD спочатку оцінювалася в 375 мільйонів євро (500 мільйонів доларів). Згідно з початковим планом ВМС Туреччини хотіли мати трохи коротшу польотну палубу без трампліна спереду, що передбачало використання тільки гелікоптерів.
Однак після ухвалення рішення про покупку літака F-35B ВМС Туреччини змінили концепцію і зупинили свій вибір на повністю обладнаній польотній палубі з трампліном. Туреччина була партнером третього рівня у програмі Joint Strike Fighter, і турецькі ВПС мали намір отримати версію F-35A. Турецька версія LHD зможе експлуатувати до 12 вертольотів або 12 F-35B у конфігурації «легкий авіаносець». Остаточно затверджені розміри корабля: довжина 231 м, ширина 32 м, осаду 6,8 м, висота 58 м. Водотоннажність складає 24 660 тонн у конфігурації «легкий авіаносець» і 27 079 тонн у конфігурації «LHD». Максимальна швидкість конфігурації «легкий авіаносець» складе 29 вузлів, у конфігурації LHD — 21,5 вузла, максимальна дальність плавання на економічній швидкості — польоту складе 9000 морських миль. Площа польотної палуби дорівнює 5440 м², ангар площею 990 м² вміщатиме 12 середніх вертольотів або 8 важких вертольотів CH-47F Chinook. При поєднанні ангара з відсіком для легких вантажів корабель може вмістити до 25 гелікоптерів середнього розміру. Як варіант, корабель може нести до 12 F-35B та 12 вертольотів. Ще шість гелікоптерів можна розмістити на польотній палубі корабля. Додатково корабель матиме вантажний відсік площею 1880 м² для контейнерів TEU або 27 десантно-штурмових машин (AAV), докову камеру площею 1165 м², в якій можуть розміститися чотири десантні катери (LCM) або два десантні кораблі на повітряній подушці (LCAC) або дві десантні баржі (LCVP), а також відсік площею 1410 м² для важких вантажів, в якому можуть розміститися 29 основних бойових танків (ОБТ), десантно-штурмові машини та контейнери TEU. Корабель буде захищений гідролокатором виявлення підводних диверсантів (DDS) ARAS-2023 і матиме екіпаж з 261 особи: 30 офіцерів, 49 унтерофіцерів, 59 старшин та 123 матросів.

### Будівництво
Остаточний контракт на будівництво корабля був підписаний з консорціумом Navantia-Sedef 7 травня 2015. Введення корабля в експлуатацію було намічено на 2021 рік, а орієнтовна вартість корабля, згідно з остаточною специфікацією, становитиме 1 мільярд доларів у цінах 2015 року. Будівельні роботи розпочалися 30 квітня 2016 року на верфі Sedef Shipbuilding Inc. у Стамбулі.
Увечері 29 квітня 2019 року на кораблі, що знаходився в сухому доці, спалахнула пожежа.
21 листопада 2019 року міністр оборонної промисловості Туреччини Ісмаїл Демір оголосив, що TCG Anadolu буде введено в експлуатацію на рік раніше терміну наприкінці 2020 року, проте цього так і не сталося.
У червні 2022 року розпочалися випробування корабля, який введений в експлуатацію 10 квітня 2023 року. На кораблі можуть базуватися БПЛА, а також до 12 вертольотів (T129 Atak, AH-1W Super Cobra, SH-70B) та до 30 одиниць колісної бронетехніки, а також можливе транспортування до 45 танків.

## TCGTrakya
ВМС Туреччини нині планують будівництво другого однотипного аналогічного корабля, під назвою TCG Trakya (тур. Фракія).